# Talensac
Talensac település Franciaországban, Ille-et-Vilaine megyében. Lakosainak száma 2530 fő (2022. január 1.). Talensac Breteil, Montfort-sur-Meu, Cintré, Iffendic, Monterfil, Mordelles és Le Verger községekkel határos.

## Népesség
A település népessége az elmúlt években az alábbi módon változott:
| Lakosok száma | 901  | 1977 | 2057 | 2319 | 2465 | 2486 | 2488 | 2489 | 2503 | 2530 |
|               | 1968 | 1982 | 1990 | 2006 | 2013 | 2015 | 2017 | 2019 | 2020 | 2022 |